# Schwarzbuntes Milchrind
Das Schwarzbunte Milchrind (SMR) war eine durch Kombinationszucht geschaffene Hausrind-Rasse der DDR.
Prof. Georg Schönmuth schlug 1963 das Kreuzungsverfahren vor: In die Ausgangsrasse Schwarzbuntes Niederungsrind werden Jerseybullen aus Dänemark eingekreuzt. In die Nachkommen dieser Kreuzung sollen Holstein-Rinder eingekreuzt werden.
Mit dieser Dreirassenkreuzung wollte man eine Rinderrasse mit hoher Milchleistung, hohem Milchfettgehalt und ausreichender Mastleistung schaffen.
Diese Zucht wurde bis 1990 fortgeführt. Nach der Wiedervereinigung Deutschlands wurde das Schwarzbunte Milchrind durch das Deutsche Holstein-Rind verdrängt.